# Доусон, Шейн
Шейн Доусон (англ. Shane Dawson; род. 19 июля 1988 года, Лонг-Бич, округ Лос-Анджелес, Калифорния, США) — американский видеоблогер, актёр и комик.

## Биография
Шейн Доусон прославился своими видеопародиями на популярных звезд. На его основной YouTube-канал подписано более 8,3 млн человек, а на второй — 21,4 млн.
Недавно в своём видеоблоге Шейн объявил о том, что готовится снимать пилотный выпуск шоу, которое, возможно, будет идти на одном из каналов в США.
7 июля 2015 года Шейн признался в своём видеоблоге, что он является бисексуалом.
19 марта 2019 года сделал предложение Райланду Адамсу.

## Творчество
Карьера Шейна началась в средней школе, когда он и ещё несколько его друзей сдавали домашнюю работу не в письменном виде, а записывали на видео. Учителя, которым эти работы очень нравились, часто просили сделать для них копию. Первые выложенные работы Шейна на YouTube — это домашние видеозадания, которые он сдавал в школе.
В 2010 году Forbes присудил Шейну Доусону 25 место среди интернет-знаменитостей; он также принимал участие в американской телепередаче Attack of the Show!.

## Награды и номинации
В 2010 году Шейна Доусона номинировали на несколько различных премий, многие из которых он выиграл. 9 августа 2010 года Доусон на кинопремии Teen Choice Awards выиграл награду в номинации «Лучшая интернет-звезда», однако награждение по этой номинации не входило в само шоу. На следующий день в своём видеоблоге Шейн сказал, что шоу прошло отлично и что «просто номинироваться в этой премии уже большая честь для него». Среди других номинантов в этой категории были видеоблогеры iJustine, Чарльз Триппи, Лукас Крукшенк и Грейсон Ченс.
| Год  | Категория                                        | Премия             | Результат |
| ---- | ------------------------------------------------ | ------------------ | --------- |
| 2010 | «Лучший видеоблогер» (англ. Best Vlogger)        | The Streamy Awards | победа    |
| 2010 | «Лучшая интернет-звезда» (англ. Choice Web Star) | Teen Choice Awards | победа    |
| 2011 | «Лучшая интернет-звезда» (англ. Choice Web Star) | Teen Choice Awards | номинация |
| 2017 | «Создатель года» (англ. Creator of the Year)     | The Streamy Awards | номинация |